# Мулан 2
Мулан 2 (енгл. Mulan 2) је амерички анимирани филм компаније Волт Дизни из 2004. године који представља наставак филма Мулан из 1998. године. Мулан II наставља причу о девојци Мулан и њеном веренику, Ли Шенгу који су на посебној мисији: пренети три принцезе, кћерке кинеског цара, на другу страну државе како би се упознале са својим будућим вереницима. Филм се бави уговореним браковима, оданошћу, везама, доношењу избора, поверењу и најбитније, проналажењем праве љубави.
Филм се разликује од првог дела по томе што је добио негативне критике и оцену 3.9 од 10.
Почетком 2002. године, најављено је да компанија Волт Дизни ради на трећем делу филма, који је требало да се зове Мулан III. Рејмонд Сингер и Јуџинија Боствик-Сингер су били писци трећег дела и написали су две приче за трећи филм уз предлог да направе новог лика по имену Ана Минг. Трећи део био је отказан пре емитовања другог дела.
Српску синхронизацију филма је 2009. године радио студио Лаудворкс за канал РТС 1. Песме нису синхронизоване.

## Улоге
| Улога        | Глас                                        |
| ------------ | ------------------------------------------- |
| Мулан        | Минг-На Вен (дијалози) Леа Салонга (песме)  |
| Ли Шенг      | Бредли Дерил Вонг                           |
| Мушу         | Марк Мозли                                  |
| Меј          | Луси Лу (дијалози) Бет Бланкеншип (песме)   |
| Тинг-Тинг    | Сандра Оу (дијалози) Џуди Кун (песме)       |
| Су           | Лорен Том (дијалози) Менги Гонзалез (песме) |
| Јао          | Харви Фирштајн                              |
| Линг         | Геде Ватанабе                               |
| Чиен По      | Џери Тондо                                  |
| Фа Зу        | Сон-Тек Оу                                  |
| Фа Ли        | Фреда Фо Шен                                |
| Бака Фа      | Џун Фореј                                   |
| Кинески цар  | Пет Морита                                  |
| Први предак  | Џорџ Такеј                                  |
| Проводаџијка | Ејприл Винчел                               |
| Ша-Рон       | Џилијан Хенри                               |
| Господар Чин | Кеоне Јанг                                  |
| Принц Џики   | Роб Полсен                                  |